# فيل غلوفر
فيل غلوفر (بالإنجليزية: Phil Glover)‏ هو لاعب كرة قدم أمريكية أمريكي، ولد في 17 ديسمبر 1975 في لاس فيغاس في الولايات المتحدة.

## وصلات خارجية
- فيل غلوفر على موقع مرجع كرة القدم المحترفة.كوم (الإنجليزية)